# АК-100
АК-100 е съветска едностволна корабна артилерийска установка с калибър 100 mm. Артустановките от този тип са на въоръжение при стражеви кораби проект 1135, стражеви кораби проект 1154, големи противолодъчни кораби проект 1155, атомният крайцер „Адмирал Ушаков“ и ТАКР „Адмирал Флота Советского Союза Горшков“.

## История на създаването
Решението за започване на разработката на новата 100 mm АУ е прието в края на юни 1967 г., тактико-техническото задание е готово към септември. Проектирането и изготовлението на опитния образец изпълнява през 1967 г. КБ ПО „Арсенал“, установката получава заводски индекс ЗИФ-91. Държавните полигонните изпитания започват на 15 март 1973 г. На въоръжение установката е приета през 1978 г. с името АК-100 (шифър на оръдието – А-214).

## Система за управление
Насочването се осъществява от система за управление на огъня „Лев-114“ с РЛС МР-114, прицелът е „Конденсор-214А“. На някои съдове се използват радиолокационната станция МР-145 и СУО „Лев-145“. Далечината на съпровождение на целите е 40 km. Системата за управление на стрелбата е Т-91-Е (разработка на КБ „Аметист“, Москва).

## Технически особености
АК-100 e 100 mm едностволна установка с водно охлаждане на външната повърхност на ствола. Бойното отделение представлява въртяща се платформа с люлеещата се част на 100 mm оръдие. С механизми за вертикално и хоризонтално насочване, елеватор за подаване на снарядите и системата за охлаждане на ствола на оръдието. От въздействията на обокръжаващата среда и осколките от артилерийски снаряди разположените в бойното отделение механизмите и агрегатите са защитени от брониран купол, изграден от листове заварена алуминиева броня. Размерите на кулата са значително по-големи от размерите на кулите на артустановките аналогичен калибър в западните страни, което се обяснява със запазената в нея възможност за резервно ръчно управление на стрелбата от самата кула.
Оръдието има ствол-моноблок с дължина 59 калибра, снабден с клинов вертикален затвор и система за външно непрекъснато охлаждане със забордна вода. Механизмите на автоматиката на оръдието работят за сметка на използването на енергията на отката.

## Боеприпаси
Стрелбата се води с изстрели с унитарно зареждане (патронно) от три типа: осколочно-фугасните УОФ-58 и зенитните УЗС-58 и УЗС-58Р. Изстрелът УОФ-58 включва снаряд ОФ-58 с тегло 15,6 kg. Теглото на взривното вещество в снаряда е 1,53 kg, снарядът е комплектуван с ударния взривател В-429. Зенитните изстрели УЗС-58 и УЗС-58Р са предназначени за стрелба по крилати ракети и самолети. Изстрелът УЗС-58 има снаряд ЗС-58 с дистанционен взривател ДВМ-60М1, а изстрелът УЗС-58Р – снаряд ЗС-58Р с радиолокационен взривател АР-32. Радиолокационният взривател осигурява детонирането на снаряда на разстояние 5 m от крилата ракета и 10 m от самолет. При това се гарантира поразяването на летателния апарат.